# 조치원명동초등학교
조치원명동초등학교는 대한민국 세종특별자치시가 교육기본법에 따라 설치한 초등학교이다.

## 학교 연혁
- 1940년 4월 10일 조치원소화공립심상소학교 인가
- 1941년 4월 1일 조치원소화공립국민학교로 개칭
- 1947년 7월 3일 조치원명동국민학교로 개칭
- 1996년 3월 1일 조치원명동초등학교로 개칭
- 2012년 12월 28일 개축공사 기공식[3][4]

## 참고 자료
- 조치원명동초등학교 - 한국교육학술정보원 학교알리미